# Mount Glasgow, Alberta
Mount Glasgow är ett berg i Kanada.   Det ligger i provinsen Alberta, i den centrala delen av landet, 2 900 km väster om huvudstaden Ottawa. Toppen på Mount Glasgow är 2 652 meter över havet.
Terrängen runt Mount Glasgow är huvudsakligen kuperad, men åt nordväst är den bergig.Trakten runt Mount Glasgow är nära nog obefolkad, med mindre än två invånare per kvadratkilometer.. Det finns inga samhällen i närheten. 
I omgivningarna runt Mount Glasgow växer i huvudsak barrskog.